# Moša Pijade
Moša Pijade (szerbül: Мoшa Пиjaдe, ejtsd: mosa pijade; Belgrád, 1890. január 4. – Párizs, 1957. március 15.), becenevén Čiča Janko (Чича Јанко), szefárd zsidó származású jugoszláv kommunista politikus.

## Élete
Belgrádban született és tanult, festő lett belőle, de ebből nem tudott megélni, ezért újságírással kezdett foglalkozni, majd Ohridban rajztanár lett.
Az első világháborúban szobafestőként és pincérként is dolgozott. 1919-ben saját lapot indított, amely azonban egy éven belül megszűnt, 1920-ban tagja lett a Jugoszláv Kommunista Pártnak, egyre magasabb tisztségeket töltött be.
A két világháború között többször bebörtönözték, 1925-ben 20 év börtönre ítélték, mert illegális nyomdát működtetett. A börtönben a kommunisták eszmei képzésén dolgozott, így került szoros kapcsolatba Titoval, akinek egyik szellemi atyja lett. A börtönben Marx műveit fordította. Elvtársai kiemelték róla, hogy fáradhatatlanul dolgozó "húzóerő" volt. Tito tisztelte benne egyetemi végzettségét, olvasottságát.
A második világháborúban a montenegrói felkelést készítette elő, majd a partizán főparancsnokságon gazdasági kérdésekkel foglalkozott. A Fočai előírások nagyrészt az ő műve volt, és a majdani alkotmány létrejöttében is fontos a szerepe. Sokat publikált a Borbában, írásaiban rendre találhatók voltak uszító tartalmak.
A világháború után minden jelentősebb kitüntetést megkapott, és a FNRJ (Jugoszláv Föderatív Népköztársaság) alelnöki tisztjéig is eljutott. Mindvégig Tito kedvence volt, azonban a szó szoros értelmében kiöregedett a politikából, (pl. elbóbiskolt az elhúzódó üléseken). Betegsége miatt később sok időt töltött Párizsban.

## Magyarul
- Válogatott beszédek és cikkek 1941-1949, 1-2.; Bratsztvo-Jedinsztvo, Noviszád, 1949-1951
- A képmutatás nagymesterei. A budapesti pörrel kapcsolatos cikkek; Bratsztvo-Jedinsztvo, Noviszád, 1949 (Politikai kiskönyvtár)
- Jugoszlávia Kommunista Pártjának harmincadik évfordulójáról. Beszámoló; Bratsztvo-Jedinsztvo, Noviszád, 1949 (Politikai kiskönyvtár)
- A Balkán-föderációról. A Szövetségi Szkupstina költségvetési vitája; Testvériség-Egység, Noviszád, 1950 (Politikai kiskönyvtár)
- Mese a jugoszláviai felkelés megszervezéséhez nyújtott szovjet segítségről; Testvériség-Egység, Noviszád, 1950 (Politikai kiskönyvtár)
- Az államelmélet néhány kérdése; Bratsztvo-Jedinsztvo, Noviszád, 1950 (Korunk kérdései)